# Syfanoidea
Syfanoidea là một chi bướm đêm thuộc họ Noctuidae.

## Loài
- Syfanoidea schenkci Bartel, 1903